# Émile Marignan
Pour les articles homonymes, voir Marignan.
Émile (Pierre) Marignan (en occitan Emili Marinhan ; Marsillargues, 1er janvier 1847 -  15 avril 1937) est un médecin, ethnographe, archéologue, lettré et écrivain occitan. Il a participé avec Frédéric Mistral à la création du Museon Arlaten.

## Biographie
Docteur en médecine en 1875, il a exercé son métier à Marsillargues. Il s'est marié le 1er mars 1877 à Lourmarin avec Marie Hélène Coralie Bernard.
Ami personnel de Frédéric Mistral, c'est lui qui imagina la création du Museon Arlaten à partir de son expérience acquise au Musée national d'ethnographie du Trocadéro à Paris. Il fut un des sept créateurs du musée en 1896.
À Montpellier, il s'est occupé de la création du Musée du Fougau à qui il a fourni de nombreux documents ethnologiques de la région de l'Hérault.
Émile Marignan est un des dix fondateurs de la Nacioun gardiano.
Il est devenu membre de la Société préhistorique française en avril 1905. Avec le docteur Gédéon Farel, il a fait des fouilles de la nécropole néolithique de Cante-Perdrix à Calvisson entre 1911 et 1912. Il a joué également un rôle essentiel dans les découvertes du site d'Ambrussum. Entre 1910 et 1914, Émile Marignan a fouillé le site. Il a mis au jour un mobilier néolithique le long du rempart et quelques vestiges pré-romains et romains.
Il était un ami intime d'Arsène Vermenouze. Il a obtenu le premier prix en 1898 pour son ode au poète Jasmin.
Il a été fait officier de l'Instruction Publique et chevalier de la Légion d'Honneur le 26 août 1926. Une rue de Marsillargues porte son nom.

## Publications
- Essai sur les Constitutions médicales, thèse, 1875
- Émile Marignan, Compte-rendu de la 46e session de l'Association française pour l'avancement des sciences tenue à Montpellier en 1922, Orléans, Pigelet fils et Cie, 1923, 577-582 p. (lire en ligne), « L'Oppidum d'Ambrussum à Villetelle (Hérault) »
- Émile Marignan, Les variolites ou Pierres de picote à l'époque néolithique, Le Mans, 1909, 6 p. (lire en ligne)
- Émile Marignan, Un Atelier de silex : pièces curieuses en provenant, Le Mans, Impr. de Monnoyer, 1908, 3 p.
- Émile Marignan, Ethnographie traditionnelle & Folklore du Bas-Languedoc, Nîmes, impr. coopérative La laborieuse, 1912, 15 p.
- Émile Marignan, « Instructions pour la récolte des objets d'ethnographie du Pays arlésien », Museon Arlaten,‎ 1896, p. 13
- Émile Marignan, « Quelques types de cailloux ayant servi de percuteurs », Bulletin de la Société préhistorique française, vol. 2, no 8,‎ 1905, p. 175-177 (DOI 10.3406/bspf.1925.5848, lire en ligne)
- Émile Marignan, « Quatre stations de la rive droite du Vidourle », Septième congrès préhistorique de Nîmes,‎ 1911, p. 519-527
- Émile Marignan, « La divinité aniconique de l'âge de la pierre polie dans le Bas-Languedoc », Huitième Congrès Préhistorique de France,‎ 1913, p. 519-527
- Émile Marignan, « Le Menhir de la colline du Moulin à Aubais (Gard) », Bulletin de la Société préhistorique de France, vol. 22, no 8,‎ 1925, p. 275-276 (DOI 10.3406/bspf.1925.5848, lire en ligne)
- Émile Marignan, « Réflexions que suggèrent à un très vieux préhistorien les swastikas de Glozel », Bulletin de la Société préhistorique française, vol. 24, no 6,‎ 1927, p. 215-217 (DOI 10.3406/bspf.1925.5848, lire en ligne)
- Émile Marignan, « Une Coutume Préhistorique de l'Hérault », Bulletin de la Société préhistorique française, vol. 26, no 11,‎ 1929, p. 559 (DOI 10.3406/bspf.1925.5848, lire en ligne)
- Émile Marignan, « Objets néolithiques provenant de dragages du Vidourle », Bulletin de la Société préhistorique française, vol. 28, no 5,‎ 1931, p. 256-258 (DOI 10.3406/bspf.1925.5848, lire en ligne)
- Émile Marignan, « Les Éolithes de Salinelles (Gard). Réponse à Monsieur le Capitaine Louis », Bulletin de la Société préhistorique française, vol. 30, no 12,‎ 1933, p. 639-641 (DOI 10.3406/bspf.1925.5848, lire en ligne)
- Émile Marignan, « Les Illuminations aux Escargots », Bulletin de la Société préhistorique française, vol. 30, no 9,‎ 1933, p. 494-496 (DOI 10.3406/bspf.1925.5848, lire en ligne)